# Гладкое (Орловская область)
Гла́дкое — деревня в Мценском районе Орловской области России. Входит в состав Алябьевского сельского поселения.

## География
Деревня находится в северной части Орловской области, в лесостепной зоне, в пределах центральной части Среднерусской возвышенности, на расстоянии примерно 19 км (по прямой) к востоку-юго-востоку (ESE) от города Мценск, административного центра района. Абсолютная высота — 249 м над уровнем моря.
Климат
Климат характеризуется как умеренно континентальный с умеренно морозной зимой и теплым, иногда жарким летом. Средняя многолетняя температура самого холодного месяца — января, составляет −9,4 °С, температура самого теплого +19 °С.
Часовой пояс
Деревня Гладкое, как и вся Орловская область, находится в часовой зоне МСК (московское время). Смещение применяемого времени относительно UTC составляет +3:00.

## Население
| 2002 | 2010 |
| ---- | ---- |
| 308  | ↘280 |

Половой состав
По данным Всероссийской переписи населения 2010 года. в гендерной структуре населения мужчины составляли 48,6 %, женщины — соответственно 51,4 %.
Национальный состав
Согласно результатам переписи 2002 года, в национальной структуре населения русские составляли 85 % из 308 чел.

## Улицы
| - ул. Максима Горького, - ул. Молодёжная, | - ул. Центральная, - ул. Школьная. |

## Транспорт
Через деревню проходит автодорога межмуниципального значения 54К-210.